# 28681 Loseke
28681 Loseke è un asteroide della fascia principale. Scoperto nel 2000, presenta un'orbita caratterizzata da un semiasse maggiore pari a 2,4877890 UA e da un'eccentricità di 0,1617050, inclinata di 1,43226° rispetto all'eclittica.